# Adoratopsylla antiquorum
Adoratopsylla antiquorum är en loppart som först beskrevs av Rothschild 1904.  Adoratopsylla antiquorum ingår i släktet Adoratopsylla och familjen mullvadsloppor.

## Underarter
Arten delas in i följande underarter:
- A. a. antiquorum
- A. a. discreta
- A. a. rara
- A. a. recta
- A. a. ronnai